# Hamburger Tageblatt

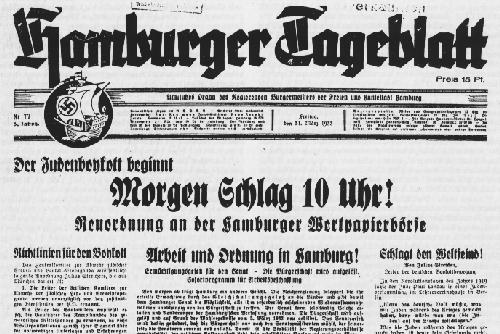
Titelseite des Hamburger Tageblatts vom 31. März 1933 zum Judenboykott

Das Hamburger Tageblatt war eine Zeitung der NSDAP, die vom 1. Januar 1931 bis 31. August 1944 als Tageszeitung in Hamburg erschien.

## Vorläufer
Als erste nationalsozialistische Zeitung in Hamburg erschien ab Februar 1928 die Wochenzeitung Hamburger Volksblatt. Das zweite NS-Wochenblatt in Hamburg wurde mit wirtschaftlicher und organisatorischer Unterstützung des Deutschnationalen Handlungsgehilfen-Verbandes (DHV) ab Januar 1929 unter dem Titel Hansische Warte herausgegeben. Das Hamburger Volksblatt ging nach der Zusammenführung dieser beiden NS-Zeitungen im Juni 1929 in der Hansischen Warte auf.

## Hamburger Tageblatt
Nach der Umwandlung der Hansischen Warte in eine Tageszeitung erschien diese als „nationalsozialistisches Kampfblatt“ unter dem Namen Hamburger Tageblatt ab dem 1. Januar 1931 täglich in Hamburg. Emblem der Zeitung war die im Titel abgebildete Tageblattkogge mit einem Hakenkreuz auf dem Vordersegel. Gründer und Verleger war Edgar Brinkmann.
Bis zur Machtübernahme der Nationalsozialisten in Hamburg erschien auf dem Deckblatt des Hamburger Tageblatts das Motto „Den Staat zerstört man nicht, man erobert ihn“. Anschließend führte die Zeitung im Untertitel den Zusatz „Amtliches Organ des regierenden Bürgermeisters“. Zuletzt stand im Untertitel „Zeitung der Nationalsozialistischen Deutschen Arbeiterpartei“.
Das Hamburger Tageblatt wandelte sich Ende Januar 1933 vom oppositionellen Kampfblatt zum offiziösen Gaublatt der NSDAP in Hamburg und erfuhr einen erheblichen Bedeutungszuwachs u. a. durch das Verbot der Linkspresse, den Bedeutungsverlust der bürgerlichen Presse, den Wechsel von Redakteuren abgewickelter Zeitungen zum Hamburger Tageblatt sowie dessen mittlerweile solider wirtschaftlicher Lage. Herausgeber dieses Gaublatts war die Gauverlagsgesellschaft Hamburger Tageblatt GmbH, eine Holdinggesellschaft des Franz-Eher-Verlags. Das Hamburger Tageblatt erschien bis zur Machtübernahme der Nationalsozialisten in Hamburg in einer Auflage von 15.000 bis 20.000 Exemplaren, die 1944 bei 134.600 lag. Dennoch war das Hamburger Tageblatt nie auflagenstärkste Zeitung in Hamburg. Nach 1933 blieb die Auflage zeitweise hinter dem erwarteten Absatz zurück und erreichte erst ab 1938 konstant einen Absatz von mehr als 100.000 Exemplaren.

### Hauptschriftleiter
Das ebenfalls mit Unterstützung des DHV gegründete Hamburger Tageblatt wurde wie sein Vorgänger durch den vormaligen Hamburger Gauleiter Albert Krebs als Hauptschriftleiter geführt. Am 20. Mai 1932 wurde Krebs von Adolf Hitler aus der NSDAP ausgeschlossen und von seiner Tätigkeit als Hauptschriftleiter beim Hamburger Tageblatt entbunden, nachdem Krebs Hitlers Bemühungen um eine Regierungsbeteiligung mit Kurt von Schleicher in einem Artikel attackiert hatte.
Nach der Machtübergabe an die Nationalsozialisten wurden bis auf Hermann Okraß (1905–1972) alle Ressortleiter des Hamburger Tageblatts ausgetauscht. Nach der Ablösung von Krebs als Hauptschriftleiter des Hamburger Tageblatts war 1933 zeitweise Johann Hans Jacobi (* 1900, NSDAP seit 1930) Hauptschriftleiter. 1934 übernahm Hermann Okraß diesen Posten, bis er 1941 Geschäftsführer wurde. Sein Nachfolger als Hauptschriftleiter beim Hamburger Tageblatt wurde Max Baumann (* 1903).

### Sitz des Hamburger Tageblatts

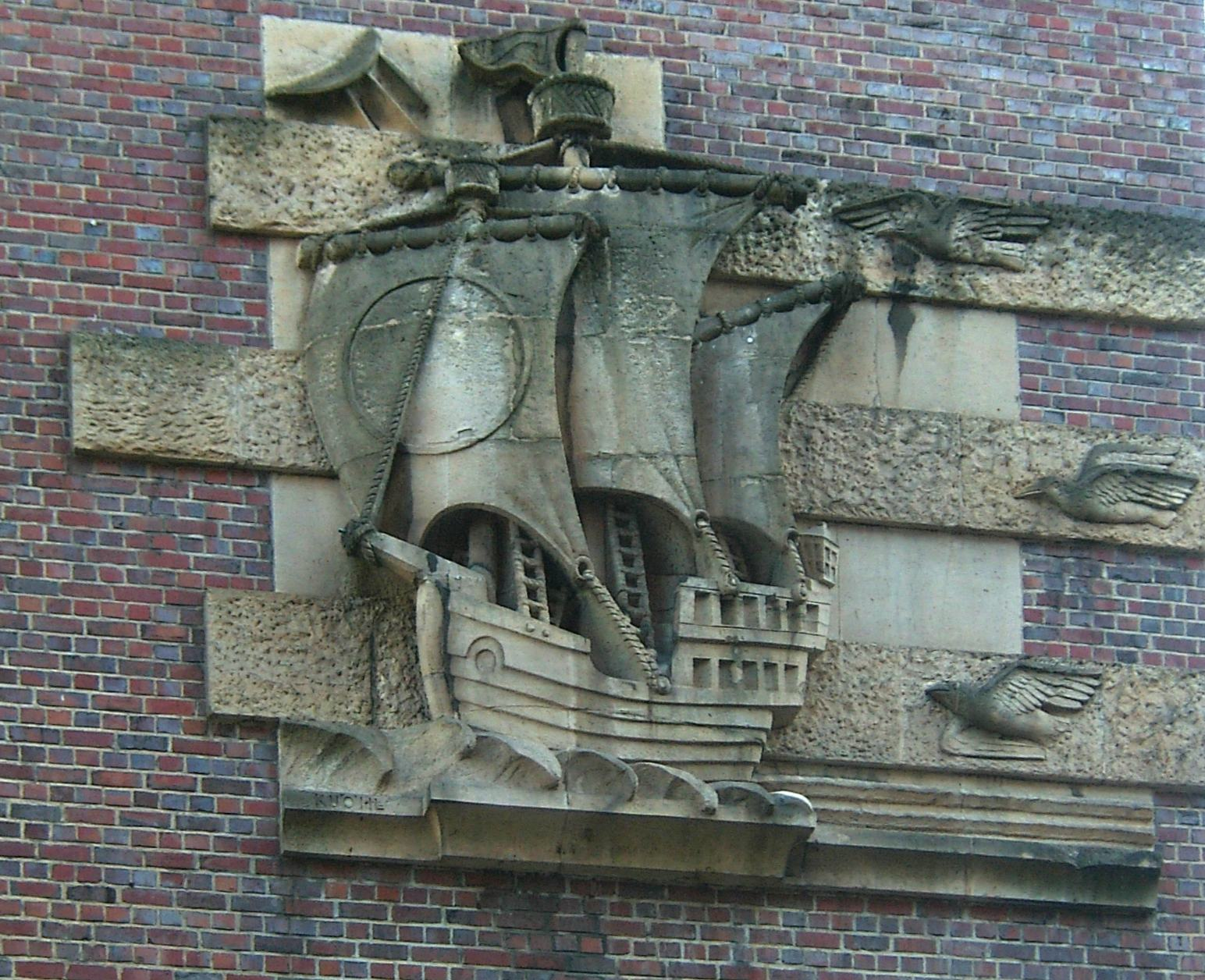
Die Tageblattkogge (Emblem des nationalsozialistischen „Hamburger Tageblatts“) am Pressehaus in Hamburg-Altstadt wurde von Richard Kuöhl geschaffen. Das Hakenkreuz aus dem Segel wurde 1945 entfernt.

Anfangs befanden sich die Räumlichkeiten des Hamburger Tageblatts bei der Katharinenkirche, seit Mitte Mai 1933 waren Redaktion und technischer Betrieb am Rathausmarkt untergebracht.
Ab Anfang Juli 1939 hatte das Hamburger Tageblatt seinen Sitz im neuerrichteten Pressehaus am Speersort. Das Pressehaus wurde eigens für das Hamburger Tageblatt durch Rudolf Klophaus entworfen und 1938 errichtet. Bei der Grundsteinlegung am 22. Oktober 1938 waren neben der lokalen NS-Prominenz und Pressevertretern auch tausende Zuschauer zugegen. Auch der Propagandaminister Joseph Goebbels nahm an der Grundsteinlegung teil und hielt in diesem Zusammenhang eine Rede: „Die Presse ist die geistige Waffe im Kampf um Deutschlands Weltgeltung“.

„Tempo heißt die Parole, die von Arbeitsbeginn bis Feierabend dem Zeitungsbetrieb ihren Stempel aufdrückt. Da rasen Kraftwagen, klingeln unaufhörlich Telephone, da rattern Schreibmaschinen laufen Bote. Das Surren der Setzmaschinen, dröhnenden Kalandar. […] Tempo, Tempo, Tempo. Und wieder Hasten, Packen, Jagen. Und wieder Männer und Frauen eilig unterwegs. Treppauf, treppab. Tempo, Tempo.“

An dem schlichten sechsstöckigen Klinkergebäude befinden sich Reliefs, u. a. jenes der Tageblattkogge an der zur Curienstraße gewandten Seite sowie auf der Westseite Arkaden. Die oberen Stockwerke des Gebäudes erhielten während des Zweiten Weltkrieges 1942 und 1943 nach Luftangriffen der Alliierten schwere Bombentreffer und brannten aus. Heute ist das Pressehaus u. a. Sitz der Zeitung Die Zeit.

## Hamburger Zeitung
In der Endphase des Zweiten Weltkrieges wurden die drei letzten Hamburger Tageszeitungen Hamburger Anzeiger, das Hamburger Fremdenblatt und das Hamburger Tageblatt als Kriegsarbeitsgemeinschaft zusammengeführt und erschienen ab dem 1. September 1944 als Hamburger Zeitung. Die von Okraß geleitete Hamburger Zeitung erschien täglich bis zum 30. April 1945. Extraausgaben erschienen noch am 1. Mai 1945 zum Tod von Hitler und am 3. Mai 1945 mit einem Aufruf des Gauleiters Karl Kaufmann an die Hamburger zum bevorstehenden Kriegsende.

## Abwicklung
Nach Kriegsende wurden 1945 alle deutschen Zeitungen vom Alliierten Kontrollrat verboten. Nachdem in Hamburg am 3. Mai 1945 die britische Armee eingezogen war, bestellte die britische Militärverwaltung am 14. Juni 1945 Gerd Bucerius zum Treuhänder mit dem Auftrag die Hamburger Zeitung abzuwickeln. Bucerius wandte sich schriftlich an die Mitarbeiter der Hamburger Tageblatt GmbH und kündigte allen dort Beschäftigten fristlos zum 30. Juni 1945 mit Hinweis auf die „furchtbaren Erschütterungen unseres Gemeinwesens“ zur Zeit des Nationalsozialismus, welche für die Zeitungsmitarbeiter „nicht ohne die einschneidendsten Folgen sein“ können. Zeitungen ohne Lizenz konnten erst ab Gewährung der Pressefreiheit 1949 wieder erscheinen.